# Schatz von Colmar

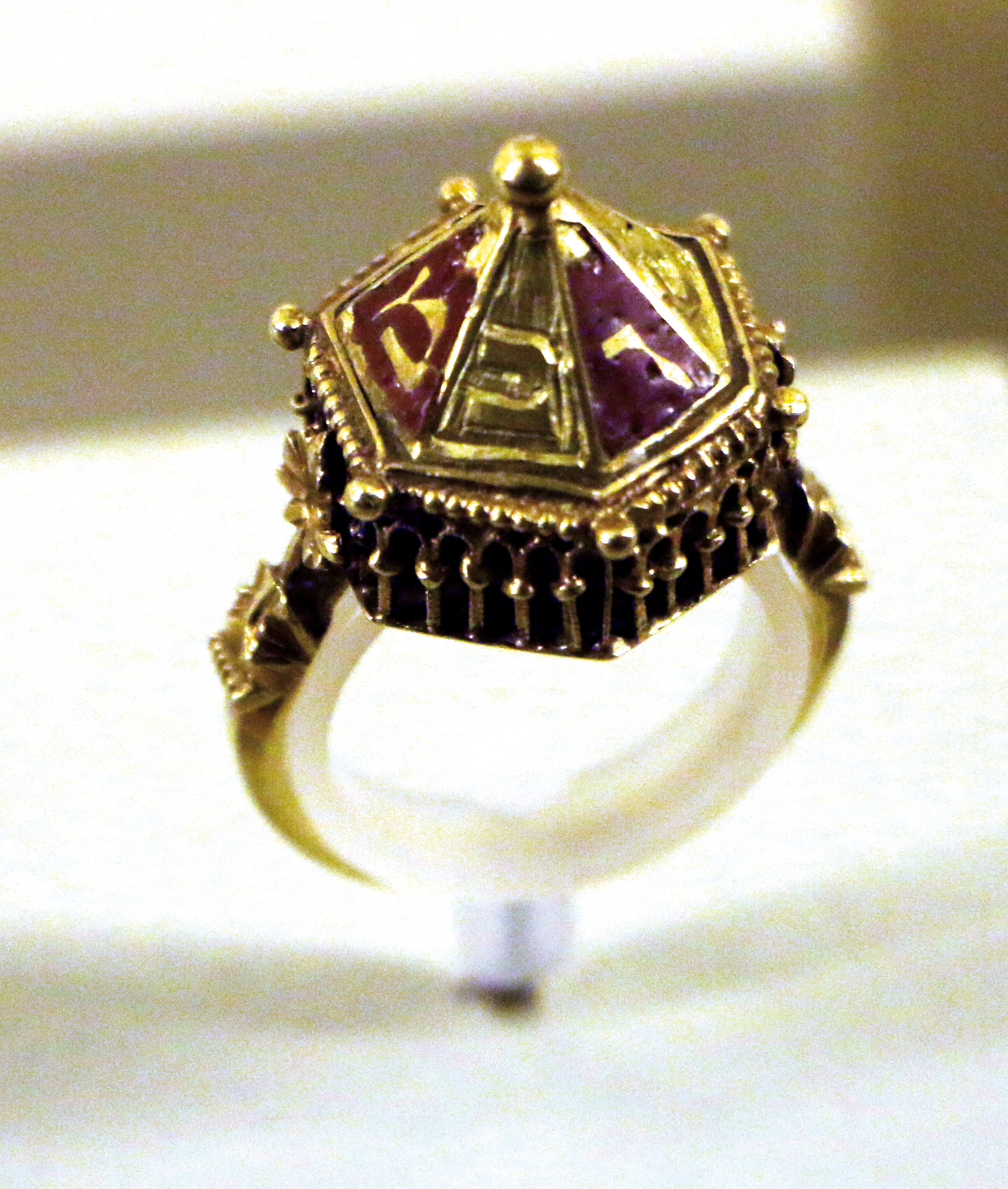
Jüdischer Hochzeitsring aus Colmar (Musée de Cluny)

Der Schatz von Colmar ist ein Fundkomplex aus Münzen, Schmuckstücken und anderen Objekten aus Edelmetall, der in Colmar im Département Haut-Rhin in Frankreich geborgen wurde und sich heute größtenteils im Musée de Cluny in Paris befindet (einige Stücke sind im Besitz des Colmarer Unterlinden-Museums).

## Deponierung
Aufgrund der Fundgeschichte lässt sich über die Art des Verstecks nichts mehr sagen. Aber wegen der Lage des Hauses im Judenviertel vermutete man, dass es das Depot eines jüdischen Pfandleihers gewesen sei, das jener vor dem Pogrom 1348–1349 angelegt habe. Ein starkes Argument für diese Deutung ist die Schlussmünze des Horts, ein ungarischer Florin, der zwischen 1342 und 1353 geprägt wurde.
Zum Schatz von Colmar gehörte auch ein jüdischer Hochzeitsring. Solche Ringe waren meist Eigentum einer jüdischen Gemeinde, da sie nur während der Hochzeitszeremonie getragen wurden. Es handelt sich um einen goldenen Ring mit Emaileinlagen, frühes 14. Jahrhundert; als Aufsatz ein sechseckiges gotisches Tempelchen mit Pyramidendach, darauf die Inschrift: מזל טוב (Masel tov, frei übersetzt Viel Glück oder Viel Erfolg).

## Auffindung
Beim Abbruch eines Hauses in Colmar, Ecke Rue de Weinemer/Rue des Juifs (historisches Judenviertel) entdeckten Arbeiter im Mai 1863 im Fundamentbereich einen Schatz und teilten ihn untereinander auf. Die einzelnen Stücke verkauften sie an Antiquitätenhändler und Sammler. So ging der Fundzusammenhang verloren, die Art der Deponierung ist nicht bekannt, und man muss auch damit rechnen, dass Einzelteile verloren gegangen sind.

### Heute bekannte Stücke
- 349 Münzen,
- 54 Schmuckstücke,
- ein Silberbarren,
- ein Doppelkopf,
- ein Silberschlüssel,
- ein silberner Schreibgriffel und
- ein vergoldeter Bronzebeschlag.